# 合掌消
合掌消（学名：Cynanchum amplexicaule）为夹竹桃科鹅绒藤属的植物。

## 形态
多年生直立草本，高约50厘米，光滑无毛，茎呈绿白色，有乳汁。倒卵状长椭圆形的叶片对生，无柄，基部稍狭，两侧略下延，呈短耳状而抱茎；背面脉纹明显。聚伞花序，腋生，黄绿色小花，花萼5裂；花冠辐状，内面有毛；副冠5裂，扁平，具肉质小片，短于花药；雄蕊5，着生于花冠基部，花丝相连呈筒状；雌蕊由2心皮组成。圆柱状狭披针形的蓇葖果单生或双生，长约6厘米，基部狭而上部渐尖，种子顶端具白绢质种毛。花期8～9月。

## 分布
分布于日本、朝鲜以及中国大陆的辽宁、黑龙江等地，生长于海拔100米至1,000米的地区，一般生于湿地、山坡草地、田边或沙滩草丛中，目前尚未由人工引种栽培。

## 延伸阅读
[在维基数据编辑]
 《植物名實圖考·合掌銷》，出自吳其濬《植物名實圖考》